# 坂田靖子
坂田靖子（日语：／ Sakata Yasuko，1953年2月5日—），日本漫畫家，後24年組之一，現居於金澤市。

## 經歷
坂田靖子出生於大阪府高槻市，從小就喜歡閱讀，在進入幼稚園前就開始閱讀漫畫。小學二年級時，因受到水野英子的作品《星のたてごと》感動而開始創作漫畫；中學三年級時成立漫畫研究會「Lovely」；高中時首次發行手繪傳閱本。17歳認識花郁悠紀子，兩人成為好朋友。因為坂田當時是萩尾望都的大粉絲，所以1971年與花郁悠紀子一同至大泉沙龍拜訪24年組的漫畫家們。漫畫研究會Lovely爾後有橋本多佳子、小澤真理、岡野史佳等漫畫家加入，從原本在金澤地區活動到後期已是全日本同人界的知名團體。
1975年坂田以〈再婚狂騒曲〉刊登於《花與夢》出道。當時《花與夢》的編輯長小長井信昌表示，他不太懂坂田在畫什麼，不過讀者喜歡她的作品，就讓她自由發揮，並不強求她畫時下流行的校園喜劇。坂田極尊敬讓她自由創作的編輯長，小長井於1976年創立新雑誌《LaLa》時坂田即為創刊的元老之一。坂田靖子的故事題材多元，有英國維多利亞時期背景的《バジル氏の優雅な生活》，也有日本怪談和架空世界的科幻劇、奇幻劇。因為風格類似24年組的前輩，被稱為「後24年組」。

## 影響
1979年12月20日漫畫同人社刊《らっぽり》上的「Yaoi特集」，坂田和當期責編波津彬子提出討論並確立Yaoi的定義。